# Света Троица (Добрич)
„Света Троица“ е православна църква в град Добрич, България, част от Варненската и Великопреславска епархия на Българската православна църква.

## Местоположение
Храмът е разположен в централната част на града, на улица „Васил Левски“.

## История
През лятото на 1902 г. е избран комитет за построяването на сегашната църква „Св. Троица“ на мястото на съградения през 1856 г. храм със същото име. Проектът на църквата е изработен от арх. Петко Момчилов от София, основният камък на строежа е положен на 29 юни 1905 г. Строежът на храма е възложен чрез търг на предприемача строител Коста Кръстев от Стара Загора. Каменните колони, капителите и Светия Престол са дело на варненския майстор-каменоделец Хр. Леонидиев. Първата Божествена служба в новия храм е отслужена на 6 декември 1908 г. с иконостаса и иконите на старата църква „Св. Троица“. Окончателното приемане на строежа е извършено 3 год. по-късно, а самото освещаване на храма е станало през 1912 г. от епархийския архиерей Митрополит Симеон, в съслужение с гостуващия за случая Скопски Митрополит Теодосий. През 1967 година под ръководството на професор Никола Кожухаров, Илия Пефев и Невена Кожухарова работят по стенописите в църквата „Света Троица“ в Добрич.

## Описание
В архитектурно отношение тя е класическа трикорабна базилика с купол и камбанария. Иконите по нейния иконостас са дело на ученика на Репин – Господин Желязков.
Църквата „Света Троица“ в Добрич е реставрирана старателно. Ремонтните дейности започват през 1997 година, като оттогава те се провеждат поетапно. В доста лошо състояние е бил покривът на храма, а следващият етап от реставрацията е включвал боядисването на фасадата и вътрешните стени. Следващият етап се е състоял в подновяването на стенописите. И тази реставрация е извършена с помощта на средства на гражданите на Добрич.